# Cantisani

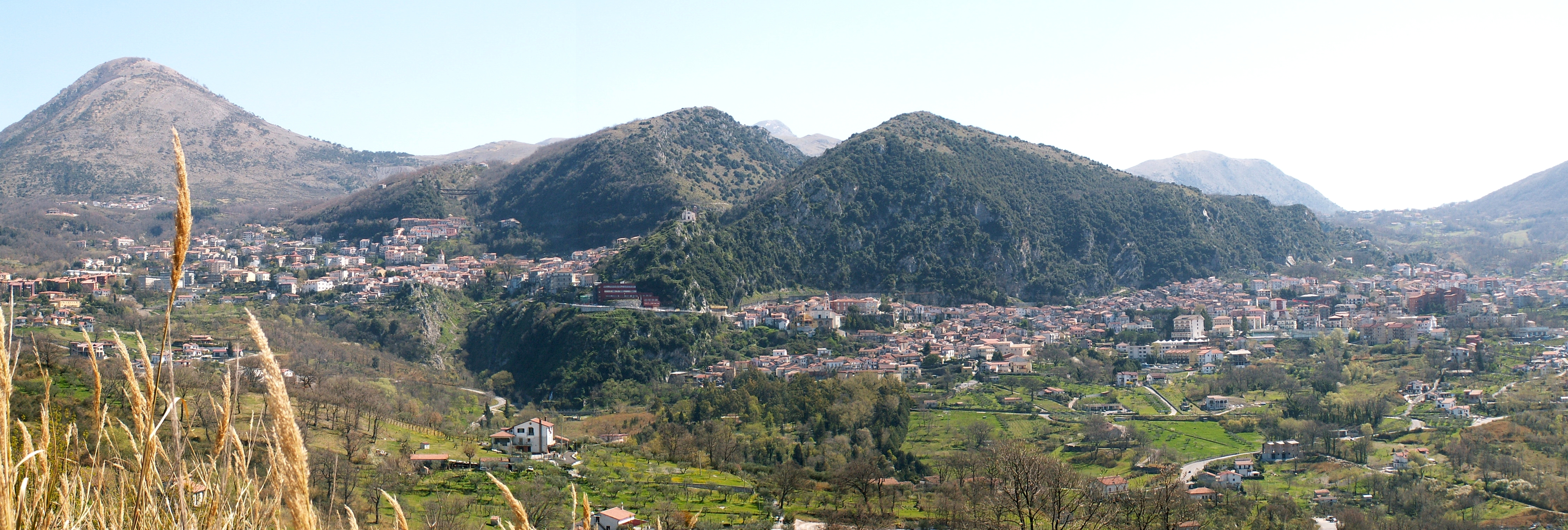
Vista panorâmica da cidade de Lauria

Cantisani (pronúncia italiana AFI: [kantiˈzaːni]) é um sobrenome cuja origem é a região de Basilicata, sudeste da Itália. Segundo o portal Italian Names, quanto à distribuição geográfica desse sobrenome no país em 2012, de um total de 277 famílias 162 delas estavam nessa região. O mais famoso portador do sobrenome foi o arcebispo católico italiano Antonio Cantisani, nascido na cidade de Lauria em 1926.

## Origem
Na comuna de Lauria, província de Potenza, região de Basilicata, havia um pequeno povoado denominado Cantisani. Acredita-se que séculos atrás o povoado deu origem a esse nome de família, visto que grande parte dos sobrenomes italianos tem origem topográfica.
Em teoria, o termo torna-se sobrenome quando a primeira pessoa começa a se destacar das demais pela expressão referida a si: «fulano de [nome da vila/região]». A designação passa então aos descendentes, via de regra no plural, pois na época da origem dos sobrenomes os componentes de uma família viviam juntos em suas propriedades.

## Distribuição
O portal Italian Names demonstrou que quanto à distribuição geográfica desse sobrenome no país em 2012, de um total de 277 famílias espalhadas por toda Itália 162 delas estavam na regiao de Basilicata. O Gens também também números semelhantes em seu sistema de busca.
Para além das fronteiras italianas, o sobrenome Cantisani está espalhado por países como Estados Unidos da América, Brasil, Austrália, Argentina, Uruguai e Canadá, além de partes da Europa onde há significativa quantidade de imigrantes italianos e seus descendentes. No Brasil, onde há vários descendentes de italianos com esse sobrenome, a grafia original deu margem às variações Catizane, Catizani, Cantisane, Cantizane, Cantizani, Cantisano e Cantizano, sobretudo por descuido, imperícia ou falta de conhecimento do idioma italiano por parte de alguns funcionários de cartórios de registro civil, ou ainda em virtude da qualidade dos documentos, por vezes velhos e ilegíveis após anos de manipulação e uso.
Quando da aquisição de cidadania por descendente italiano os sobrenomes são via de regra retificados para a grafia original do antepassado italiano.